# 川根温泉
川根温泉（かわねおんせん）は静岡県島田市川根町笹間渡にある温泉。
大井川第一橋梁を渡る大井川鐵道の列車の景観で知られる。

## 概要・歴史
1994年12月、町が主体となって同地に開削。1995年、大井川の河川敷に湯舟を並べただけの簡易温泉施設「茶里夢の泉」としてオープンした。
1998年、運営会社として「株式会社川根町温泉」が設立されている。
茶里夢の泉は1998年に『川根温泉ふれあいの泉』としてリニューアルオープン、のちに道の駅に指定され、道の駅川根温泉を併設することとなった。
また近隣には「川根温泉ホテル」が2014年にオープンし、現在は大井川鐵道が運営している。
2023年、「温泉総選挙2022」においてファミリー部門1位を獲得した。

## 泉質
高張性ナトリウム塩化物高温泉で、pHは7.8。湧出量545Ⅼ/分は静岡県内トップクラスである。
約2万年前に隆起した地下水および古海水が源泉である。また、ほとんどの施設で源泉を掛け流しで使用しており、これは全国的にも珍しいものである。

## 施設
- 川根温泉ふれあいの泉 (道の駅川根温泉) 
  - 運営は株式会社川根町温泉。
  - 風呂は内湯・露天すべて掛け流し。
  - 日帰り入浴は820円 (島田市民は割引で590円) 。
  - 前述のように道の駅川根温泉を併設し、施設内には足湯もある。現在は宿泊も可能。
- 川根温泉ホテル
  - 運営は2019年6月まで時之栖、それ以降は大井川鐵道[5][注釈 3]。
  - 風呂の内温泉を使っているのは内湯のみ。
  - 日帰り入浴は820円 (島田市民は割引で590円) 。
  - 温泉宿・ホテル総選挙2021～23のファミリー部門で1位となった[注釈 4]。
- 川根温泉ふれあいコテージ
  - 川根温泉ふれあいの泉の付属宿泊施設。
  - 風呂は一部をのぞき掛け流し。
  - 日帰り入浴の扱いはなし。

## 交通
- 大井川鐵道大井川本線川根温泉笹間渡駅[注釈 5]
- 島田市自主運行バス笹間渡笹間線やまびこ号「川根温泉前」

## 大井川第一橋梁

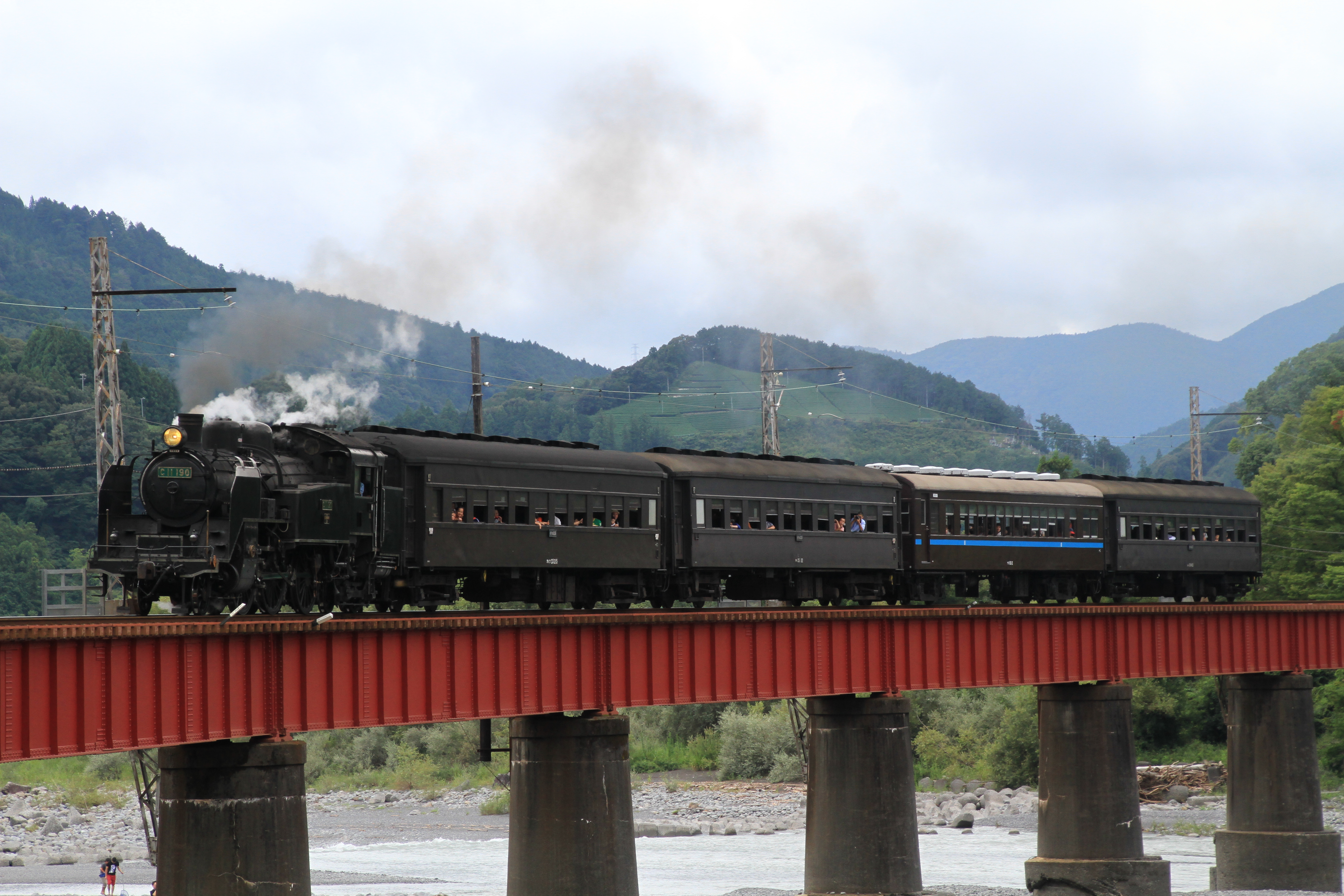
大井川第一橋梁を渡るSL急行。

至近距離にある大井川本線にかかる橋梁。大井川鐵道では奥大井湖上駅などに並ぶ撮影地とされ、一部施設ではこの橋を渡るSLの景観をPRに使用している。